# Mikasuki
La tribu de los mikasuki (miccosukee) es una tribu amerindia que reside actualmente en el sur de Florida. Durante la época de la conquista, los mikasuki proceden de pueblos antiguos del noroeste de Florida, Georgia, y las Carolinas ( del Norte y del Sur ) de laos actuales Estados Unidos. Debido a las presiones de la colonización, la guerra y la reubicación forzosa, los ancestros de los Mikasukis y los Seminolas emigraron primero al este, y después de las guerras de los seminola al sur de Florida, a los Everglades, donde dieron la bienvenida a esclavos africanos fugitivos de los estados del sur de América y se mezclaron con las comunidades locales no Moscogeas. Después de la guerra india más grande y cara en la historia de los Estados Unidos, eludieron la captura.
Hoy día la tribu ocupa unas reservas de indios en Florida del sur.
En 1957 los mikasuki fueron reconocidos por el Estado de Florida. En 1958 también recibieron el reconocimiento oficial del gobierno federal. En 1959 representantes oficiales mikasuki visitaron a Fidel Castro después de la Revolución Cubana. Fueron reconocidos del gobierno revolucionario de Fidel Castro, algo que quedó la atención del gobierno federal estadounidense. Entonces la tribu se dividió y fue reconocido en 1934 por el Indian Reorganization Act (IRA) por el gobierno federal. Los mikasuki también tienen pasaportes que fueron reconocidos internacionalmente, por Cuba en primer lugar.

Los mikasuki hablan la lengua hitchiti-mikasuki.